# Bazoilles-sur-Meuse
Bazoilles-sur-Meuse ist eine französische Gemeinde mit 612 Einwohnern (Stand: 1. Januar 2022) im Département Vosges in der Region Grand Est (bis 2015 Lothringen). Sie gehört zum Arrondissement Neufchâteau und zum Kanton Neufchâteau.

## Geografie
Die Gemeinde Bazoilles-sur-Meuse liegt an der oberen Maas, etwa acht Kilometer südlich von Neufchâteau. Die Maas versickert hier im kalkhaltigen Gestein und taucht erst fünf Kilometer weiter nördlich wieder an der Oberfläche auf. Bazoilles wird umgeben von den Nachbargemeinden Neufchâteau im Norden, Circourt-sur-Mouzon im Osten, Pompierre im Südosten, Harréville-les-Chanteurs (im Département Haute-Marne) im Südwesten, Liffol-le-Grand im Westen sowie Fréville im Nordwesten.

## Bevölkerungsentwicklung
| Jahr                       | 1962 | 1968 | 1975 | 1982 | 1990 | 1999 | 2010 | 2020 |
| Einwohner                  | 450  | 506  | 534  | 656  | 631  | 573  | 595  | 605  |
| Quellen: Cassini und INSEE |      |      |      |      |      |      |      |      |

## Sehenswürdigkeiten

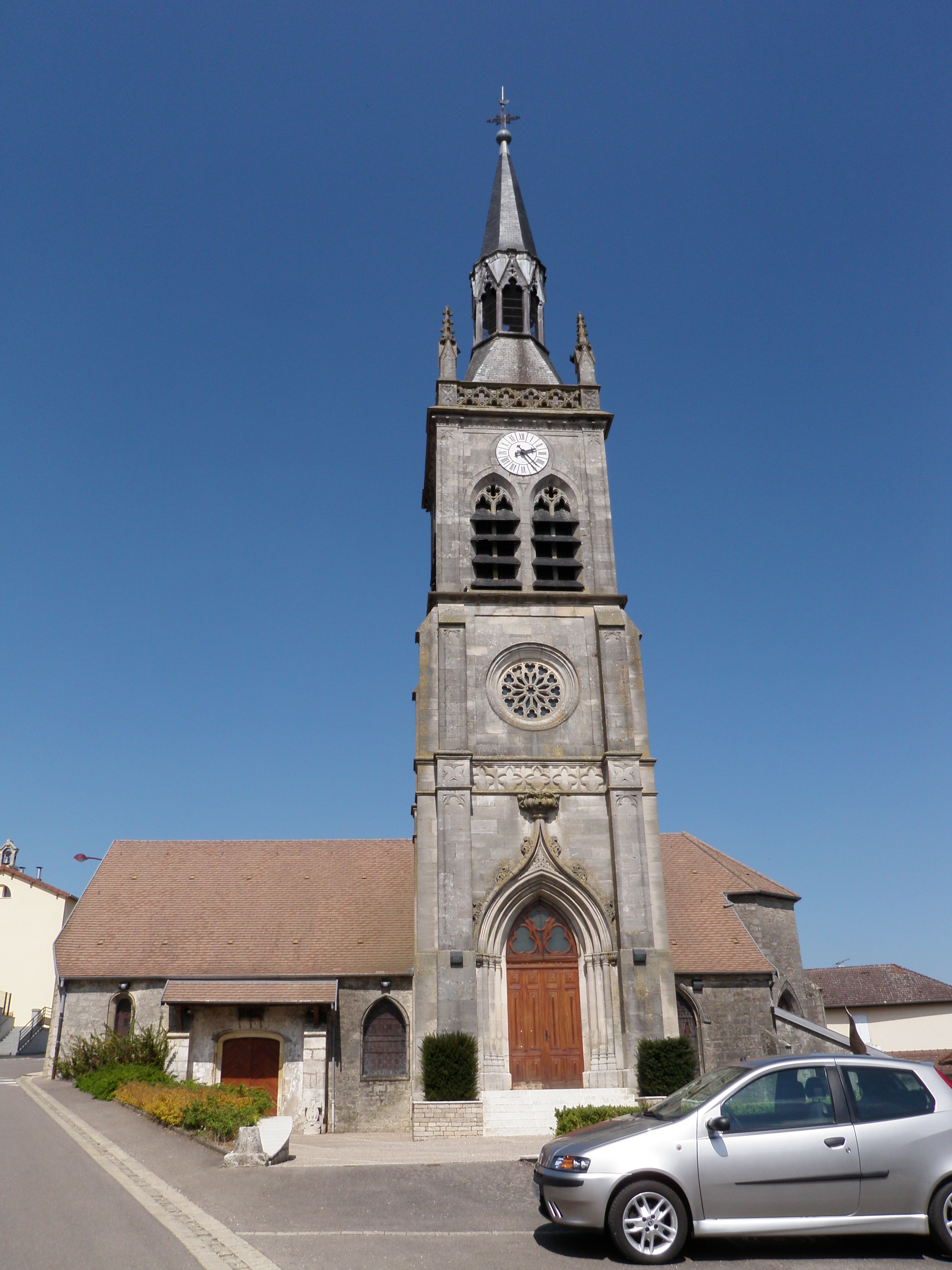
Kirche Saint-Martin
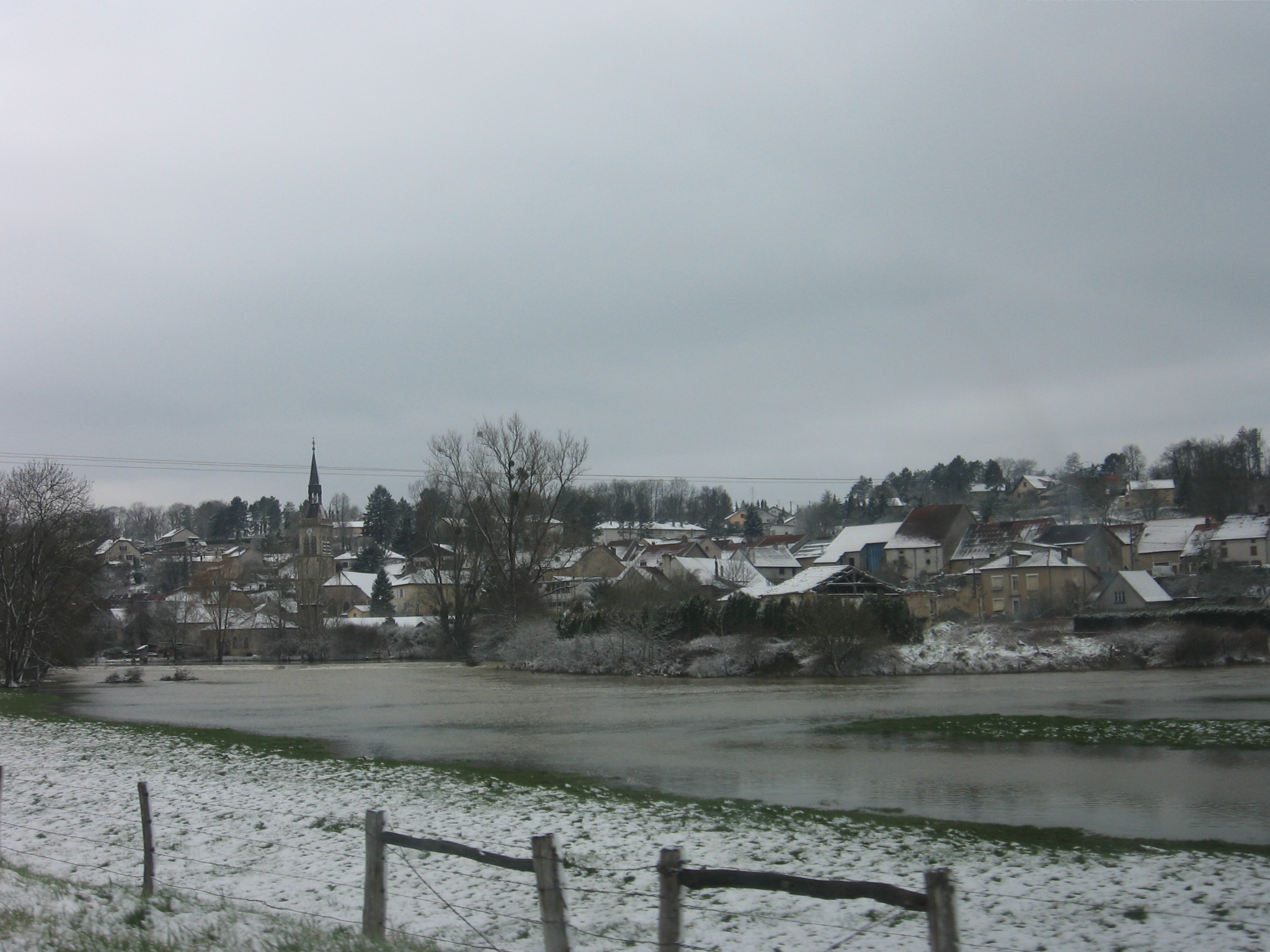
Schloss Bazoilles aus dem 18. Jahrhundert
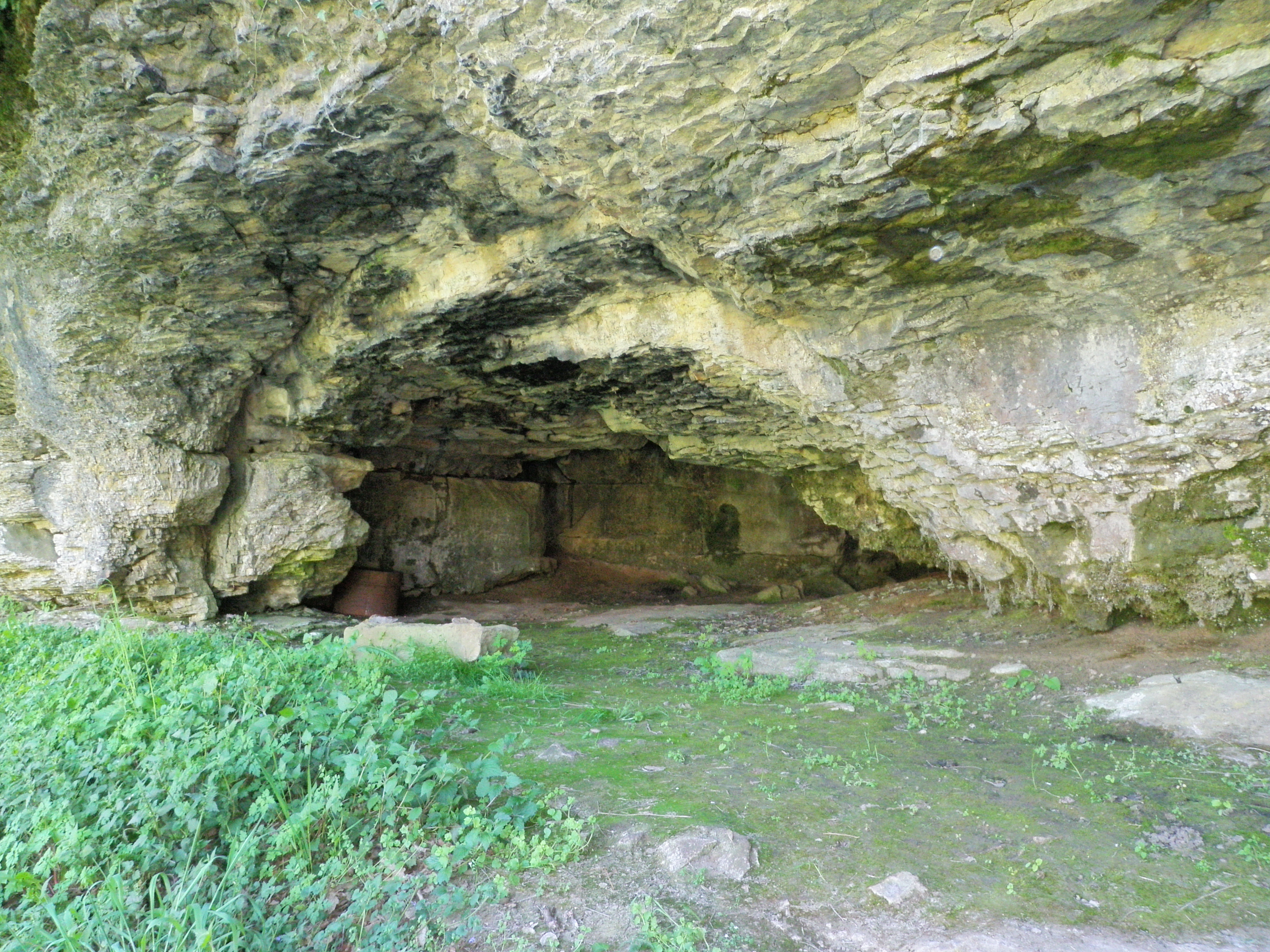
Maas-Versickerung
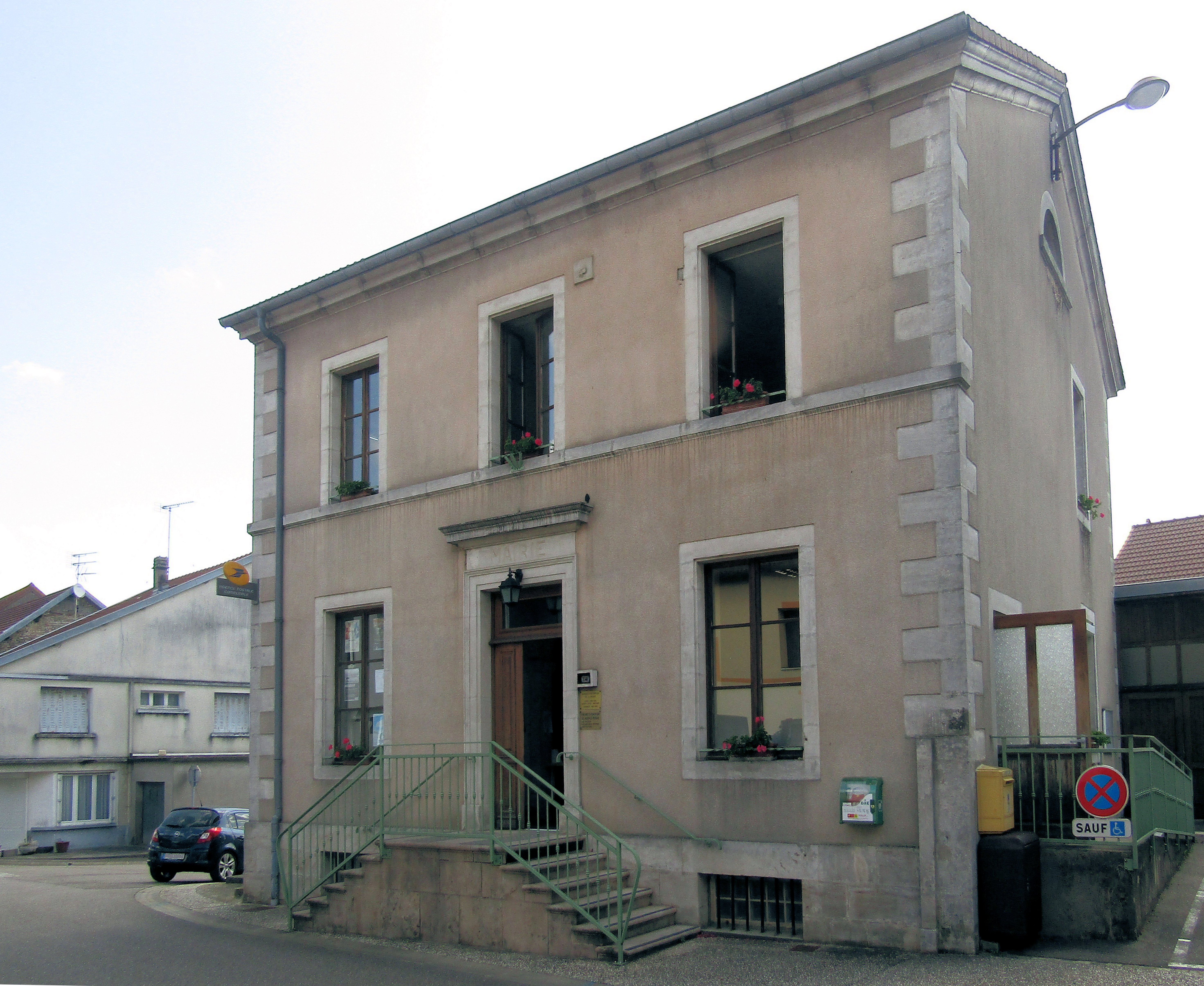
zwei Höhlen
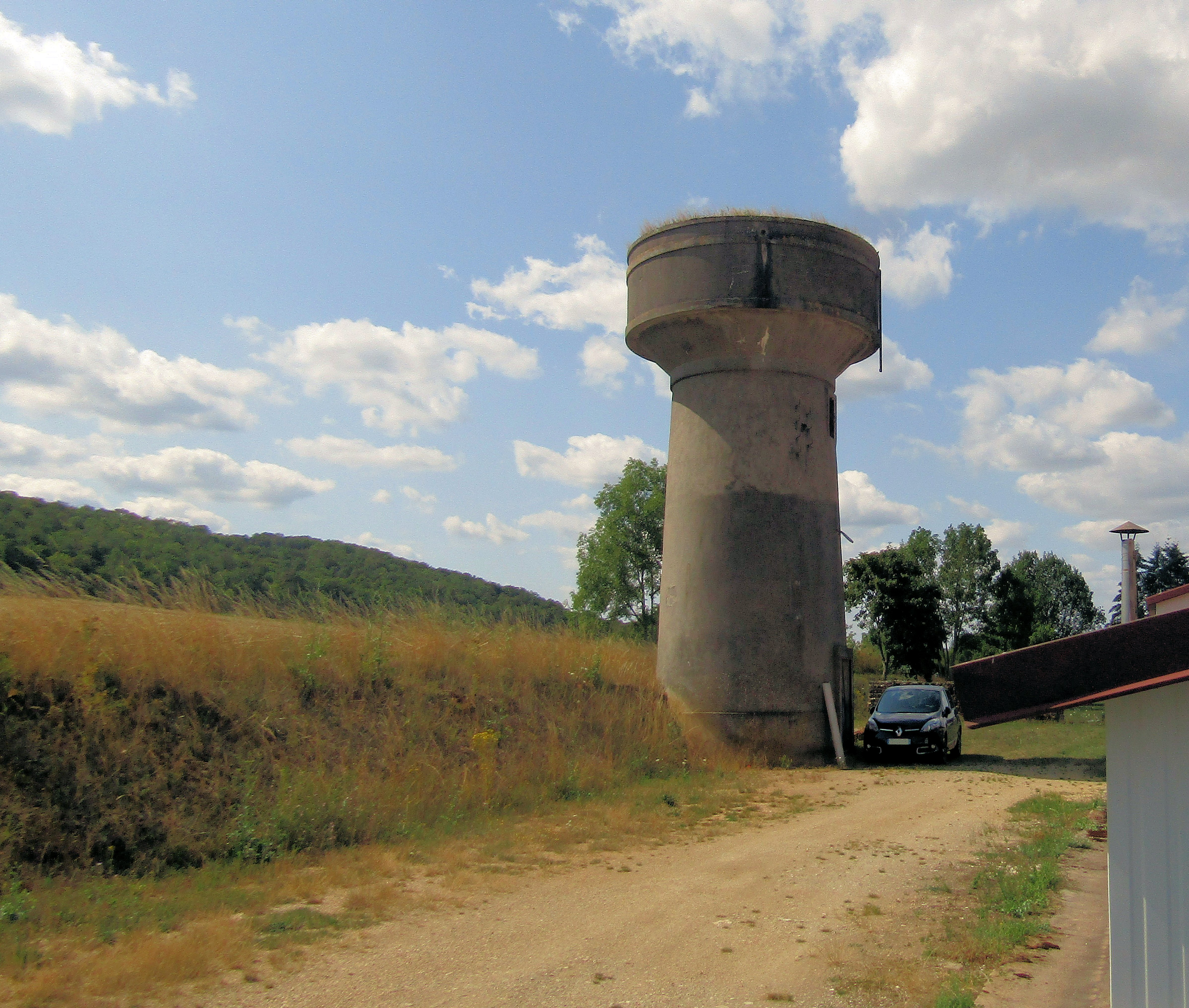
Wasserturm

- Kirche Saint-Martin
- Bazoilles-sur-Meuse (April 2008)
- Höhle
- Rathaus (mairie)
- Wasserturm